# 内尔伽尔·乌塞吉布
内尔伽尔·乌塞吉布（公元前693年在位）（英語：Nergal-ushezib）巴比伦的国王之一。出生于巴比伦的一个贵族家庭。承袭为埃兰人所谋杀的亚述君主西拿基立所立之子阿淑尔·那丁·舒米之位。即位约一年即被亚述人所推翻。由穆塞吉布·马尔杜克继任君位。